# Legio III Herculia

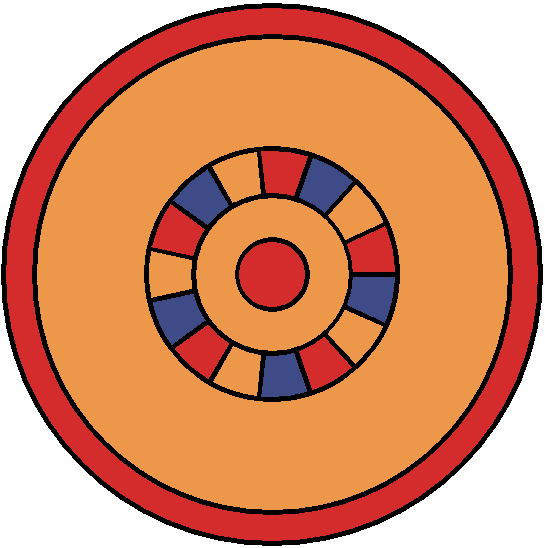
Modelo de escudo de Tertia Herculea a principios del.

La Legio III Herculia (Tercera legión «hercúlea», esto es, dedicada a Hércules) fue una legión romana, creada por el emperador Diocleciano (284-305), en fecha desconocida pero probablemente al comienzo del reinado conjunto de los dos emperadores. 

## Historia
Posiblemente se creó para guardar la provincia romana de Recia, pero más tarde se añadió al ejército de Ilírico. Se menciona como gemela de la III Italica. El cognomen de esta legión proviene de Herculius, el atributo de Maximiano (colega de Diocleciano), que quiere decir «similar a Hércules».
A comienzos del siglo V estaba integrada en el ejército al mando del comes Illyrici.